# Гелен Дженкінс
Гелен Ребекка Дженкінс (до шлюбу — Такер; 8 березня 1984, Еглін, Морей, Шотландія) — британська тріатлоністка. Дворазова чемпіонка світу в індививідуальних змаганнях, чемпіонка світу в естафеті. Учасниця трьох турнірів на Олімпійських іграх. Кавалер ордена Британської імперії.

## Біографічні відомості
2003 року Гелен Такер стала чемпіонкою Британії серед юніорів. Через два роки здобула срібло на дорослій першості, а 2006 — стала найсильнішою серед британських тріатлоністок. У цей час брала участь у декількох престижних турнірах, що не входили до компетанції міжнародної федерації. Зокрема, у змаганнях з тріатлону в Лондоні (2003 — 7 місце, 2004 — 5, 2005 — 5 і 2009 — 1). Також виступала за команду Уельса на Іграх Співдружності.
Два роки пішло на боротьбу з травмами: 2006 травмувала ахіллове сухожилля, а 2007 — щиколотку. Набравши форму, стала найсильнішою на чемпіонаті світу у Ванкувері і посіла 21 місце на Олімпійських іграх у Пекіні. У жовтні 2008 року одружилася з тріатлоністом Марком Дженкінсом, учасником Олімпіади-2004.
2011 здобула дві перші перемоги на етапах Всесвітньої чемпіонської серії (всього за карєру — 4). У серпні стала чемпіонкою світу у складі команди Великої Британії. За підсумком сезону вдруге стала найкращою тріатлоністкою світу. Наступного року представляла Велику Британію на літніх Олімпійських іграх 2012 року, Після двох етапів була одним з претендентів на медалі, але не змогла втриматися в групі лідерів і фінішувала на пятому місці.
Протягом наступних чотирьох років здобула дві перемоги на етапах світової серії і втретє виступила на Олімпійських іграх (2016 — 19 місце). За видатні спортивні досягнення нагороджена орденом Британської імперії (2019).

## Статистика

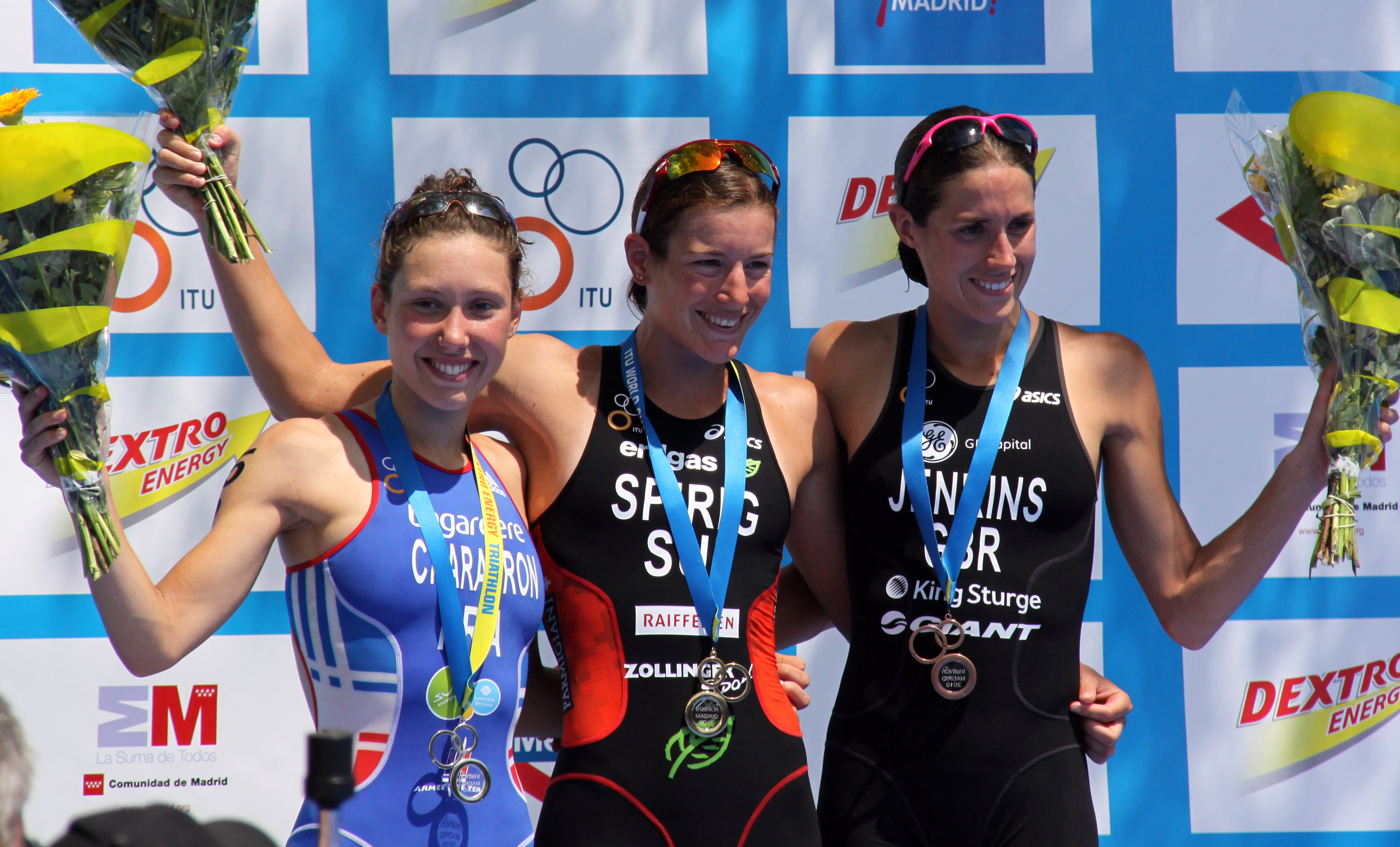
Еммі Карайрон, Нікола Шпіріг і Гелен Дженкінс.

Статистика виступів на головних турнірах світового тріатлону:
| Рік  | Назва турніру              | Місце | Очки (час) | Примітки |
| ---- | -------------------------- | ----- | ---------- | -------- |
| 2005 | Чемпіонат світу            | 32    | 02:05:08   |          |
| 2007 | Кубок світу                | 90    | 1          | [ 3 ]    |
| 2008 | Чемпіонат світу            |       | 02:01:37   |          |
|      | Олімпійські ігри           | 21    | 02:02:54   |          |
|      | Кубок світу                |       | 210        | [ 4 ]    |
| 2009 | Світова серія              | 5     | 3173       |          |
| 2010 | Світова серія              | 4     | 3183       |          |
| 2011 | Чемпіонат світу (спринт)   | 4     | 00:58:40   |          |
|      | Чемпіонат світу (естафета) |       |            |          |
|      | Світова серія              |       | 4023       |          |
| 2012 | Олімпійські ігри           | 5     | 02:00:19   |          |
|      | Світова серія              | 13    | 2668       |          |
| 2014 | Світова серія              | 6     | 2903       |          |
| 2015 | Світова серія              | 39    | 1157       | [ 5 ]    |
| 2016 | Олімпійські ігри           | 19    | 02:01:07   |          |
|      | Світова серія              | 5     | 3410       |          |

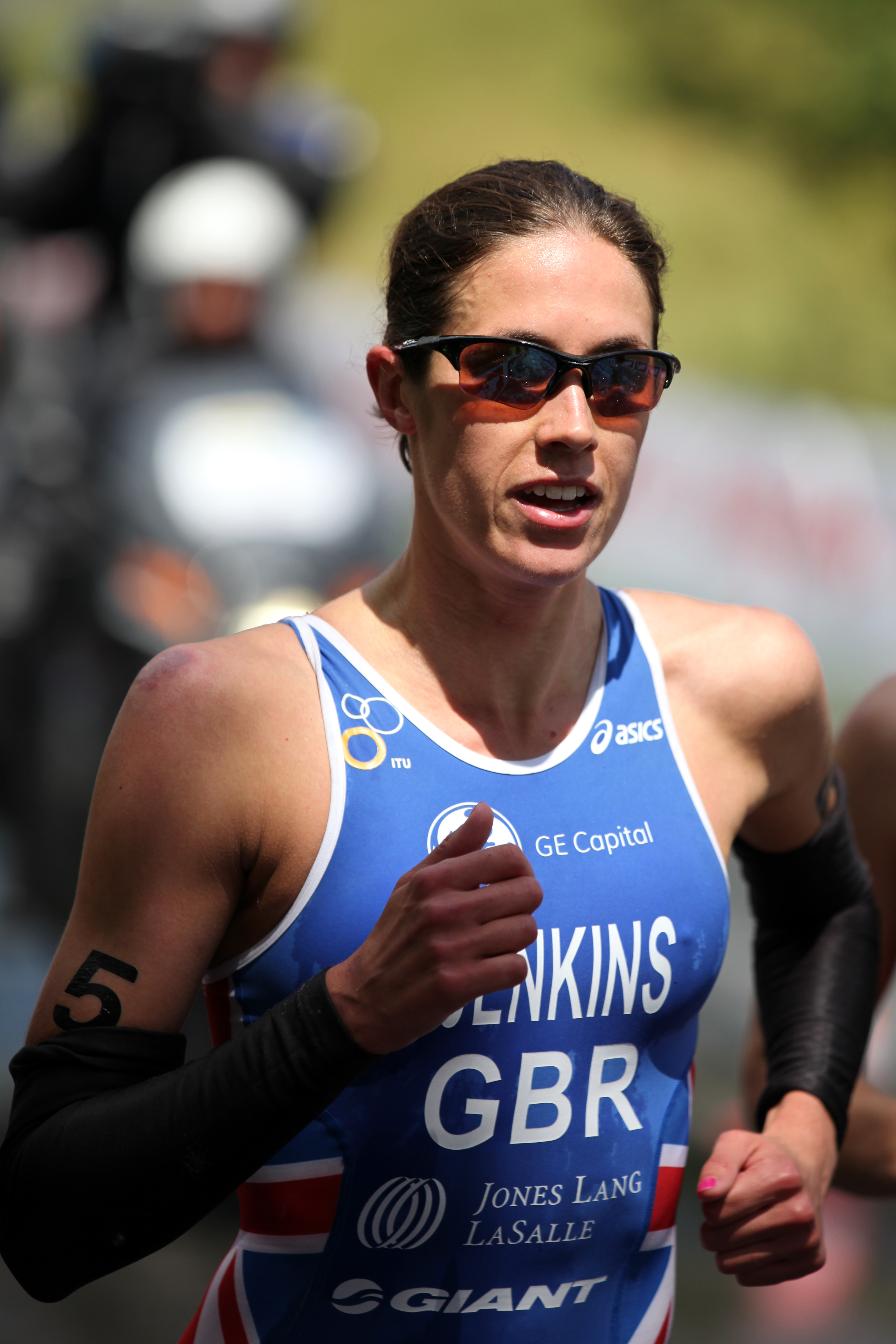

Найкращі виступи на етапах Кубка світу і Всесвітньої серії:

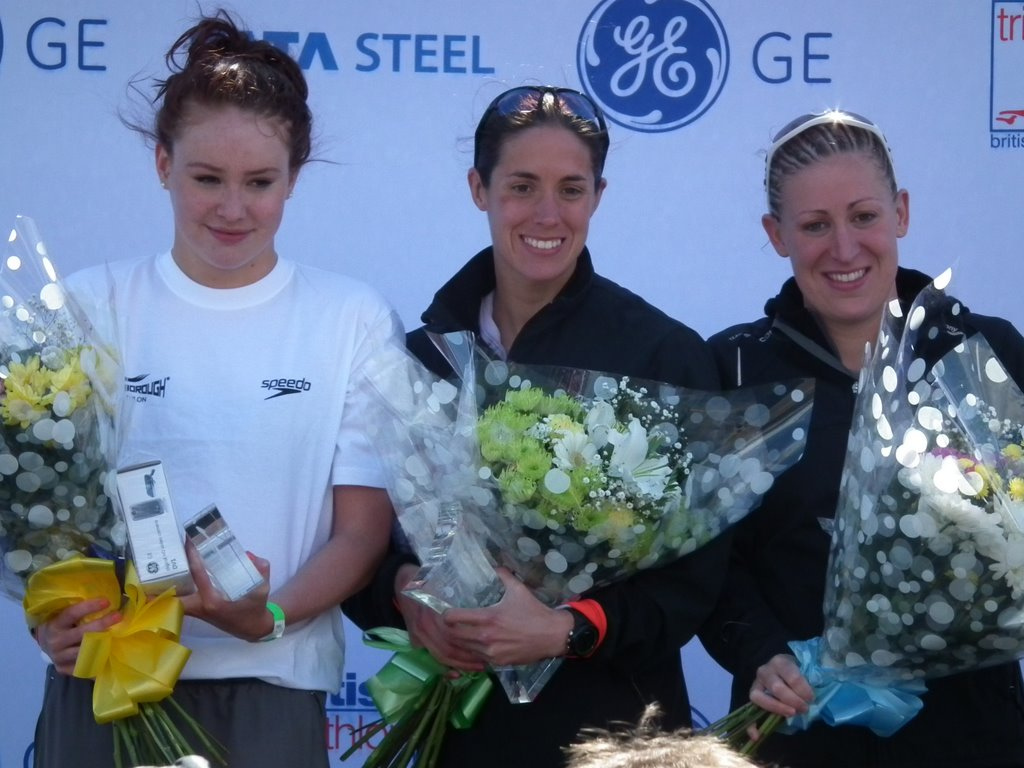
Люсі Галл, Гелен Дженкінс і Джоді Стімпсон

| Рік  | Назва турніру | Місто     | Місце |
| ---- | ------------- | --------- | ----- |
| 2005 | Кубок світу   | Солфорд   |       |
|      | Кубок світу   | Пекін     |       |
| 2008 | Кубок світу   | Мадрид    |       |
|      | Кубок світу   | Де-Мойн   |       |
| 2009 | Світова серія | Лондон    |       |
|      | Світова серія | Голд-Кост |       |
| 2010 | Світова серія | Мадрид    |       |
|      | Кубок світу   | Де-Мойн   |       |
|      | Світова серія | Лондон    |       |
| 2011 | Світова серія | Мадрид    |       |
|      | Світова серія | Кіцбюель  |       |
|      | Світова серія | Лондон    |       |
|      | Світова серія | Пекін     |       |
| 2012 | Світова серія | Сідней    |       |
|      | Світова серія | Сан-Дієго |       |
| 2014 | Світова серія | Окленд    |       |
|      | Світова серія | Кейптаун  |       |
|      | Світова серія | Чикаго    |       |
| 2016 | Світова серія | Абу-Дабі  |       |
|      | Світова серія | Голд-Кост |       |
|      | Світова серія | Стокгольм |       |

Найкращі виступи в інших турнірах:
| Рік  | Назва турніру          | Місто          | Місце |
| ---- | ---------------------- | -------------- | ----- |
| 2005 | Чемпіонат Європи (U23) | Софія          |       |
| 2006 | Кубок Європи           | Ешторіл        |       |
| 2008 | Панамериканський кубок | Вінья-дель-Мар |       |
|      | Панамериканський кубок | Ла-Пас         |       |
| 2011 | Панамериканський кубок | Клермонт       |       |
|      | Панамериканський кубок | Буффало        |       |